# Єрмолаєв Володимир Михайлович
Єрмола́єв Володи́мир Миха́йлович (нар. 9 червня (27 травня) 1907, Петербург) — український радянський артист, педагог, балетмейстер. Заслужений артист УРСР (1958).

## Життєпис
З 1920 року навчався у Києві спочатку в студії Броніслави Ніжинської, згодом — у студії при оперному театрі.
З 1924 був стажистом, з 1926 — артистом Київського оперного театру.
Пізніше працював у Київському пересувному оперному театрі, Свердловському театрі.
1930–1933 — виступає в Московському художньому балеті під керівництвом Вікторини Володимирівни Крігер.
1933–1937 — артист і педагог Азербайджанського театру опери і балету ім. Ахундова. Одночасно викладав у Бакинському хореографічному училищі (поставив балети: «Коппелія», «Горбоконик», «Спляча красуня»).
1937–1960 — працює у Київському театрі музичної комедії.
1959–1968 — педагог танцю в Київському інституті театрального мистецтва ім. Карпенка-Карого та Київській консерваторії.

## Партії
- Тореадор Еспада («Дон Кіхот»)
- Лі Шанфу; Нікез («Суперниці» на муз. П. Гертеля)
- Нуралі; Франц («Коппелія» Лео Деліба)
- Граф («Чари кохання» на муз. Й. Штрауса).

Виконував па-де-труа, мазурку, іспанський танець, чардаш у «Лебединому озері» П. Чайковського, танці в оперних спектаклях.

## Концертний репертуар
- «Сегеділья» і «Чардаш» (в постановці К. Я. Голейзовського)
- «Вальс» Й. Штрауса
- «Мелодія» К. Глюка.